# Les Sept de Marsa Matruh
Pour plus de détails, voir Fiche technique et Distribution.
Les Sept de Marsa Matruh (La lunga notte dei disertori) est un film de guerre italien sorti en 1970, réalisé par Mario Siciliano.

## Synopsis
Après une percée de l'Afrika Korps, trois rescapés britanniques dont un blessé parviennent à échapper à la capture en s'emparant d'un camion allemand. Ils croisent un capitaine anglais d'un régiment de soutien. Assoiffés, ils subissent une tempête de sable. Après la tempête,ils découvrent un véhicule ensablé dans lequel se trouvent trois femmes, dont un médecin. Celle-ci soigne le blessé. Ils remettent en marche le véhicule et s'avancent vers le front britannique.
Attaqués par un avion, leur véhicule est détruit. Les sept compagnons doivent continuer à pied et parviennent à un poste de ravitaillement allemand. Ils y font prisonnier un jeune soldat allemand, Karl. Ayant récupéré un véhicule allemand, ils reprennent la route, mais croisent un chef de bédouins dont le fils est malade. Le médecin soigne l'appendicite de l'enfant du chef, qui laisse repartir l'équipe après une nuit de repos et de festivités, pendant laquelle l'une des femmes britanniques tombe amoureuse du prisonnier allemand.
Arrivés dans une oasis, ils sont coincés au milieu d'une colonne allemande, mais parviennent à s'en extirper. Ensablés au milieu d'un champ de mines, ils parviennent à s'en sortir grâce au lieutenant, qui lie la mine à la roue du véhicule, de façon que le détonateur ne se déclenche pas. Ils évacuent le véhicule et s'en vont à travers le champ de mines derrière le prisonnier allemand qui leur fraie le passage.
Ils se réfugient alors dans un ancien poste britannique abandonné, qu'ils tiennent vaille que vaille, avec les moyens du bord. Le blessé soigné qui se révèle être un ancien champion de course à pied, court prévenir le chef bédouin de leur situation catastrophique. Durant la nuit, Karl tente de s'évader, et se fait tirer dessus. Son amoureuse le rejoint et se fait mitrailler elle aussi. 
Au matin, les Allemands attaquent et vont prendre le dessus quand arrive le chef bédouin et ses troupes : sous un feu nourri des deux côtés, les Allemands sont vaincus. Le lieu s'appelle El Alamein, dit le chef bédouin. Dernier tableau, le lieutenant est décoré devant les survivants du groupe.

## Fiche technique
- Titre français : Les Sept de Marsa Matruh[1]
- Titre original italien : La lunga notte dei desertori
  - Autre titre italien : I sette di Marsa Matruh
- Genre : film de guerre
- Réalisation : Mario Siciliano
- Scénario : Mario Siciliano, Piero Regnoli
- Musique : Stelvio Cipriani
- Production : Mario Siciliano pour Metheus Film
- Photographie: Gino Santini
- Montage : Alberto Gallitti
- Décors : Claudio Giambanco
- Costumes : Silvia Innocenzi
- Maquillage : Duilio Giustini
- Durée : 110 minutes[1] ou 92 minutes
- Pays :  Italie
- Année de sortie : 1970
- Date de sortie en salle en France : 14 avril 1971[1]

## Distribution
- Ivan Rassimov : lieutenant Alan Crossland
- Monica Strebel : Ann Coran
- Kirk Morris : Liam McGregor
- Marcella Michelangeli : Martha Vaughan
- Aldo Bufi Landi : capitaine Norberth Leighton
- Jessy Maxwell : Karl Mayer
- Paola Natale : Martine
- Attilio Severini : Frank Maxwell
- Youssef Chaban : Jusuf
- Joanna Sanders : Liz Jordan